# Tripergole

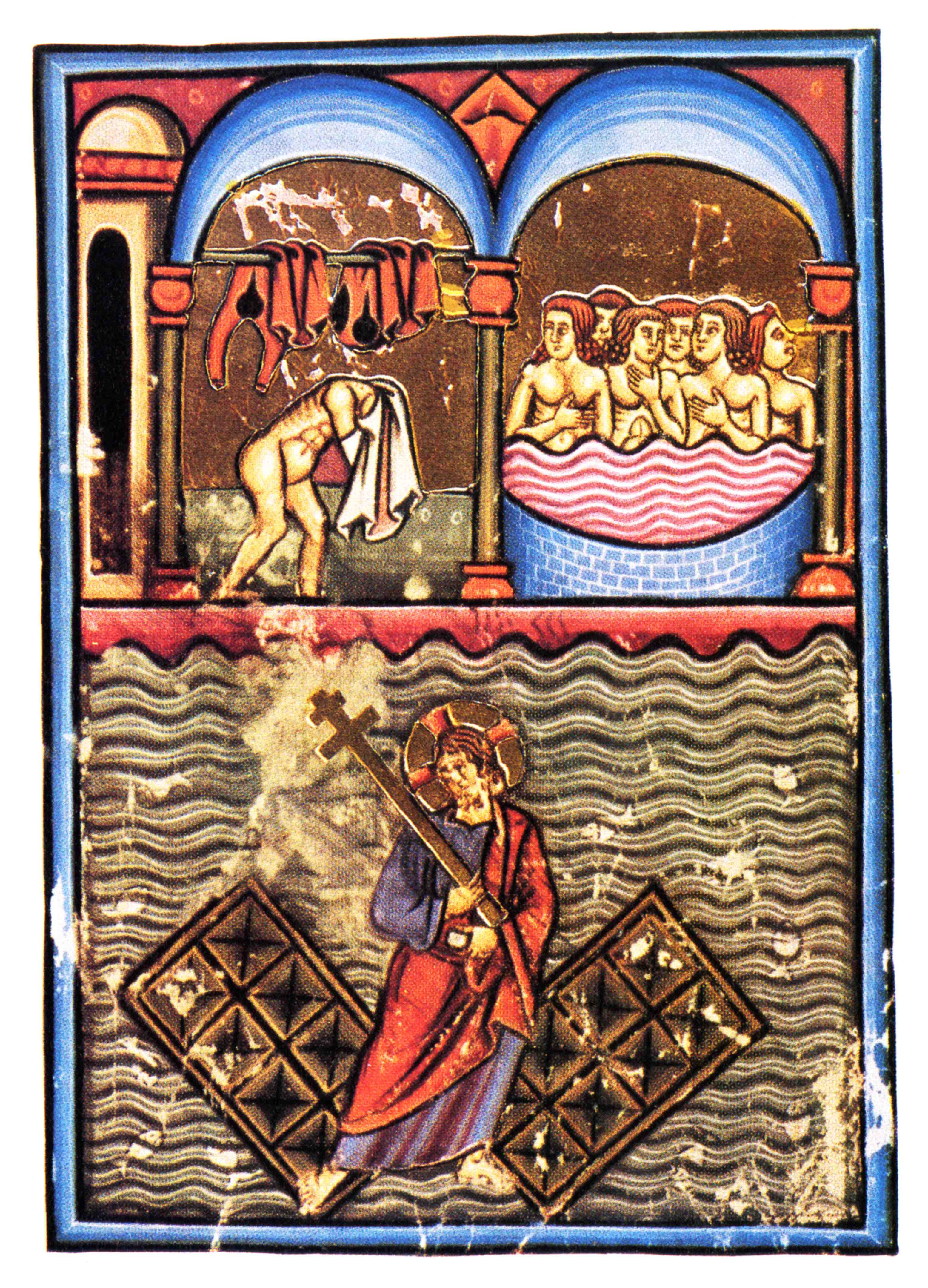
Das Balneum Tripergulae in der Handschrift De balneis puteolanis von Petrus de Ebulo

Tripergole war eine Siedlung in Kampanien in Süditalien. Die Ortschaft lag im Vulkanfeld der Phlegräischen Felder westlich der italienischen Großstadt Neapel und wurde 1538 bei der Monte-Nuovo-Eruption, dem bislang letzten Vulkanausbruch in den Phlegräischen Feldern vollkommen zerstört.

## Geschichte
Der Ort Tripergole ist erstmals im 13. Jahrhundert dokumentiert. Er lag auf einem Hügel zwischen dem Lago d’Averno und dem Lago Lucrino, im westlichen Bereich der Phlegräischen Felder, die seit der Römerzeit für ihre zahlreichen Thermalquellen bekannt waren. Zu Beginn des 13. Jahrhunderts erlebten die Thermalbäder in den Phlegräischen Feldern einen neuen Aufschwung. Dazu trug auch der Besuch Kaiser Friedrichs II. bei. Letzterer hatte sich zwischen Oktober und November 1227 in den Bädern von Pozzuoli von einer Erkrankung erholt, an der er in Brindisi erkrankt war, als er zu einem Kreuzzug in das Heilige Land aufbrechen wollte. Bereits um 1220 hatte der Chronist und Dichter Petrus de Ebulo in seinem Werk De balneis puteolanis (dt. Über die Bäder Puzzolis) den Ort als Balneum Tripergulae erwähnt, der für seine Heilwirkung bei Magenbeschwerden bekannt war.
Nach dem Tod des Staufers Manfred von Sizilien 1266 in der Schlacht bei Benevent fiel Pozzuoli unter die Herrschaft von Karl I. aus dem Haus Anjou. Unter seinem Sohn und  Nachfolger als König von Neapel, Karl II., erhielt Pozzuoli weitgehende Zugeständnisse, davon profitierten auch die Thermalbäder in der Umgebung, wie Tripergole.
Die Anjou erbauten in Tripergole eine Burg, das Castrum Tripergularum. Karl II. ließ Ende des 13. Jahrhunderts das Hospital S. Marta di Tripergole für Kranke errichten, die die Thermen aufsuchten. Wie aus einer 1299 datierten Urkunde hervorgeht, wurde es von Geistlichen des römischen Hospizes Santo Spirito in Sassia betreut. Dem Hospiz angeschlossen war eine Kirche, die der heiligen Martha geweiht und auch als Kirche Santo Spirito bekannt war.  Hospiz und Kirche waren nach Aussagen einiger Autoren Teil der Burg Andere Autoren setzen den Ort Tripergole mit der Burg gleich. Hospiz und Kirche wurden 1307 unter der Leitung des neapolitanischen Architekten Gagliardo Primario fertiggestellt. Später wurde in Tripergole eine zweite Kirche erbaut, die der heiligen Magdalena geweiht war. Neben einigen Bauernhäusern gab es in Tripergole auch eine Apotheke und drei Osterien.

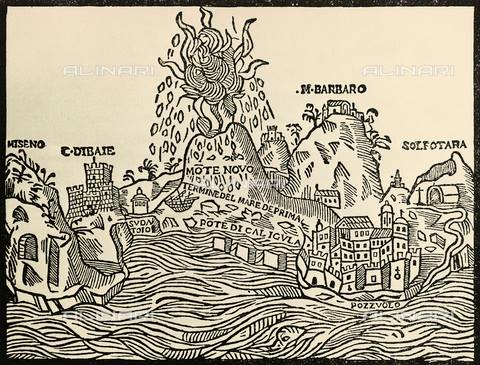
Zeitgenössische Darstellung des Ausbruchs von 1538 in den Phlegräischen Feldern, der zur Zerstörung von Tripergole und zur Bildung des Monte Nuovo führte

1464 ließ Ferdinand I. hier einen Reitstall errichten. Mit seinem 120 Betten großen Hospital und seinen Thermen blieb Tripergole aber vor allem ein Thermalort. Um 1488 hielt sich der Fiorentiner Architekt Giuliano da Sangallo in Neapel und den Phlegräischen Feldern auf. In Tripergole fertigte er die Zeichnung eines wahrscheinlich römischen Kuppelbaus an, der sich in der Nähe der Thermen befand.
Im Zuge des vom 29. September bis zum 7. Oktober 1538 andauernden Vulkanausbruches, der zur Bildung des Monte Nuovo führte, wurde Tripergole zerstört. Der Ort wurde von einer meterhohen Schicht vulkanischen Auswurfmaterials bedeckt. Dem Ausbruch waren eine längere Phase des Bradyseismos und mehrere Erdbeben vorausgegangen, die sich kurz vor dem Ausbruch intensivierten, so dass der Ort bereits vor dem 29. September von seinen Bewohnern verlassen worden war.
Um 1572 wurden in dem ebenfalls von dem Ausbruch stark in Mitleidenschaft gezogenen Pozzuoli das Hospiz Santo Spirito und die Kirche Santa Marta neu aufgebaut. 1668 beauftragte der Vizekönig von Neapel Don Pedro Antonio de Aragón eine Kommission aus Ärzten unter der Leitung von Sebastiano Bartolo, die Thermalquellen in den Phlegräischen Feldern wieder ausfindig zu machen. Dabei wurden auch einige Thermalbecken entdeckt, die dem Ort Tripergole zugeschrieben wurden, die aber nicht angemessen genutzt wurden.